# 슈퍼참치
슈퍼참치(SuperTuna)는 대한민국의 보이 그룹 방탄소년단의 일원인 진이 자신의 생일인 12월 4일에 맞춰 발매한 비공식 솔로곡이다. 이 곡은 현재 사운드클라우드로 무료로 배포되고 있다.

## 챌린지
슈퍼참치 음악에 맞춰, 춤을 추는 챌린지가 유튜브 Shorts, 틱톡을 통해 전파되었다. 챌린지를 본 진은 위버스에 챌린지를 하지 말아달라고, 부끄럽다고 했다.